# Sixt-Fer-à-Cheval
Pour les articles homonymes, voir Sixt.
Sixt-Fer-à-Cheval (prononciation: [sikst fɛʁ a ʃ(ə.)val]) est une commune française située dans le département de la Haute-Savoie, en région Auvergne-Rhône-Alpes.
La commune était membre de l'association des plus beaux villages de France jusqu'en 2018, année de son retrait. La commune en a profité pour relancer de façon concrète l'Opération Grand Site de France, lancée depuis le début des années 2000.

## Géographie
Le chef-lieu se trouve au cœur du massif du Haut Giffre, à environ 765 mètres d'altitude. Les habitations sont concentrées au bord du Giffre sur la plaine de la Glière et sur les pentes de la Montagne de Commune, où l'on trouve le plus important hameau, Salvagny.

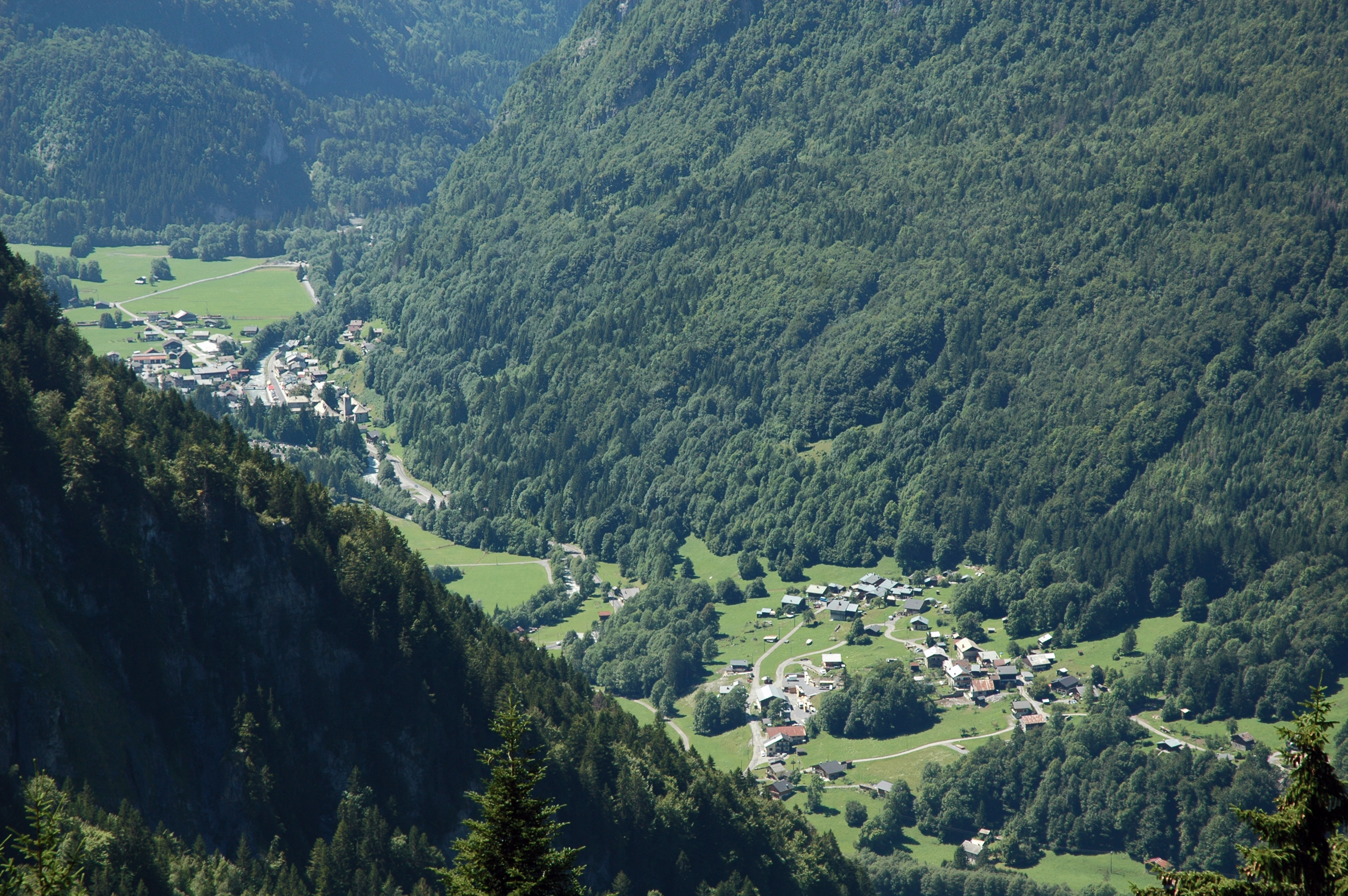
Le chef-lieu, Le Crot et l'Echarny, 2008.

Les principaux autres hameaux constituant la commune sont :
Le Mont, les Curtets, Le Crot, l'Echarny, le Brairet, le Molliet, Nambride, situés entre le chef-lieu et le cirque du Fer-à-Cheval, dans la vallée du Giffre Haut. Maison Neuve, Passy, Lavoisière, le Fay, Hauterive, la Chapelle, et Englène situés comme Salvagny dans la vallée du Giffre des Fonds.
Sixt-Fer-à-Cheval est relié par une seule route au reste de la vallée par le passage des gorges des Tines, verrou glaciaire qui sépare nettement la commune du reste de la région.
La majorité de la commune, soit 9200 hectares occupée par la réserve naturelle nationale de Sixt-Passy, est donc partiellement inhabitée, hormis par des exploitations pastorales en été. Sixt est la deuxième commune la plus étendue de Haute-Savoie, après Chamonix. Ses nombreux alpages font de Sixt le plus grand territoire pastoral du département.
Le torrent sortant du village principal, au niveau des gorges des Tines, est le résultat de la confluence de deux torrents appelés pour l'un Giffre Haut (mais plutôt appelé communément Giffre) et l'autre Giffre des Fonts.
Le torrent traversant le village principal s'appelle donc le Giffre. C'est celui qui provient de la vallée glaciaire du Fer-à-Cheval, plus loin que le cirque du Fer-à-Cheval, au lieu-dit le Bout du Monde.
L'autre torrent dit « Giffre des Fonts » prend sa source au cirque des Fonts.
Chacun des deux torrents est le résultat du regroupement de plusieurs petits torrents et cascades dans le cirque du Fer-à-Cheval pour l'un et dans le cirque des Fonts pour l'autre.
De nombreuses cascades jaillissent un peu partout. La plus importante est la cascade du Rouget. En été, plus de trente cascades arrosent le cirque du Fer-à-Cheval, dont « la Pissette, la Perrette, le Joutton, la Lyre, la Méridienne, le Fenestrailes, le Folli, la Contrainte, les Renauds ».
Le point culminant de la commune est le mont Buet, d'une altitude de 3 096 mètres puis le Ruan (3 050 mètres) et le pic de Tenneverge (2 989 mètres).
La commune est bordée par la frontière suisse.

## Urbanisme

### Typologie
Au 1er janvier 2024, Sixt-Fer-à-Cheval est catégorisée commune rurale à habitat dispersé, selon la nouvelle grille communale de densité à sept niveaux définie par l'Insee en 2022.
Elle est située hors unité urbaine et hors attraction des villes,.

### Occupation des sols
L'occupation des sols de la commune, telle qu'elle ressort de la base de données européenne d’occupation biophysique des sols Corine Land Cover (CLC), est marquée par l'importance des forêts et milieux semi-naturels (97,6 % en 2018), une proportion identique à celle de 1990 (97,6 %). La répartition détaillée en 2018 est la suivante : 
espaces ouverts, sans ou avec peu de végétation (53,7 %), forêts (34,5 %), milieux à végétation arbustive et/ou herbacée (9,4 %), prairies (1,3 %), zones agricoles hétérogènes (0,6 %), zones urbanisées (0,5 %).
L'IGN met par ailleurs à disposition un outil en ligne permettant de comparer l’évolution dans le temps de l’occupation des sols de la commune (ou de territoires à des échelles différentes). Plusieurs époques sont accessibles sous forme de cartes ou photos aériennes : la carte de Cassini (XVIIIe siècle), la carte d'état-major (1820-1866) et la période actuelle (1950 à aujourd'hui).

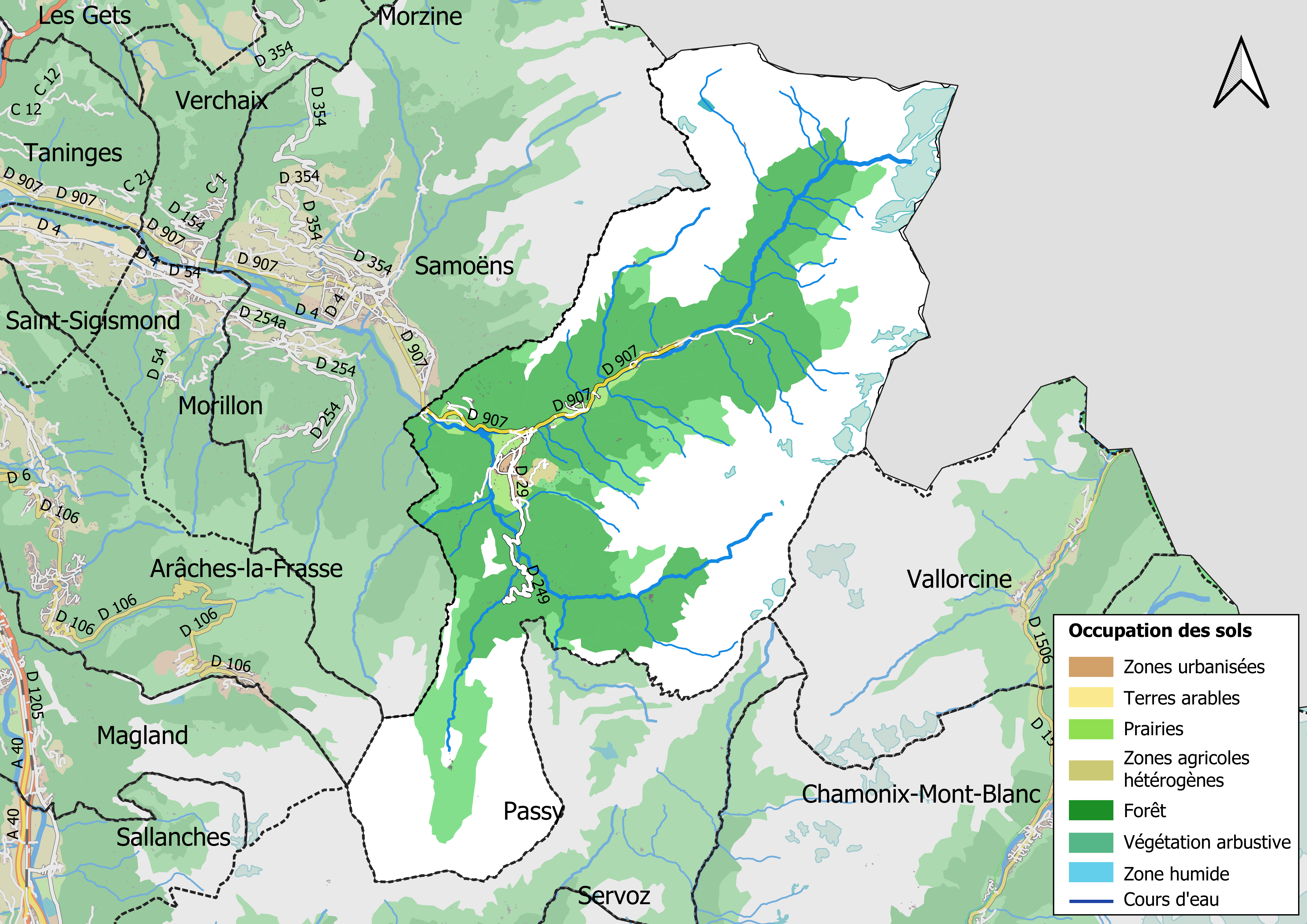
Carte des infrastructures et de l'occupation des sols en 2018 (CLC) de la commune.
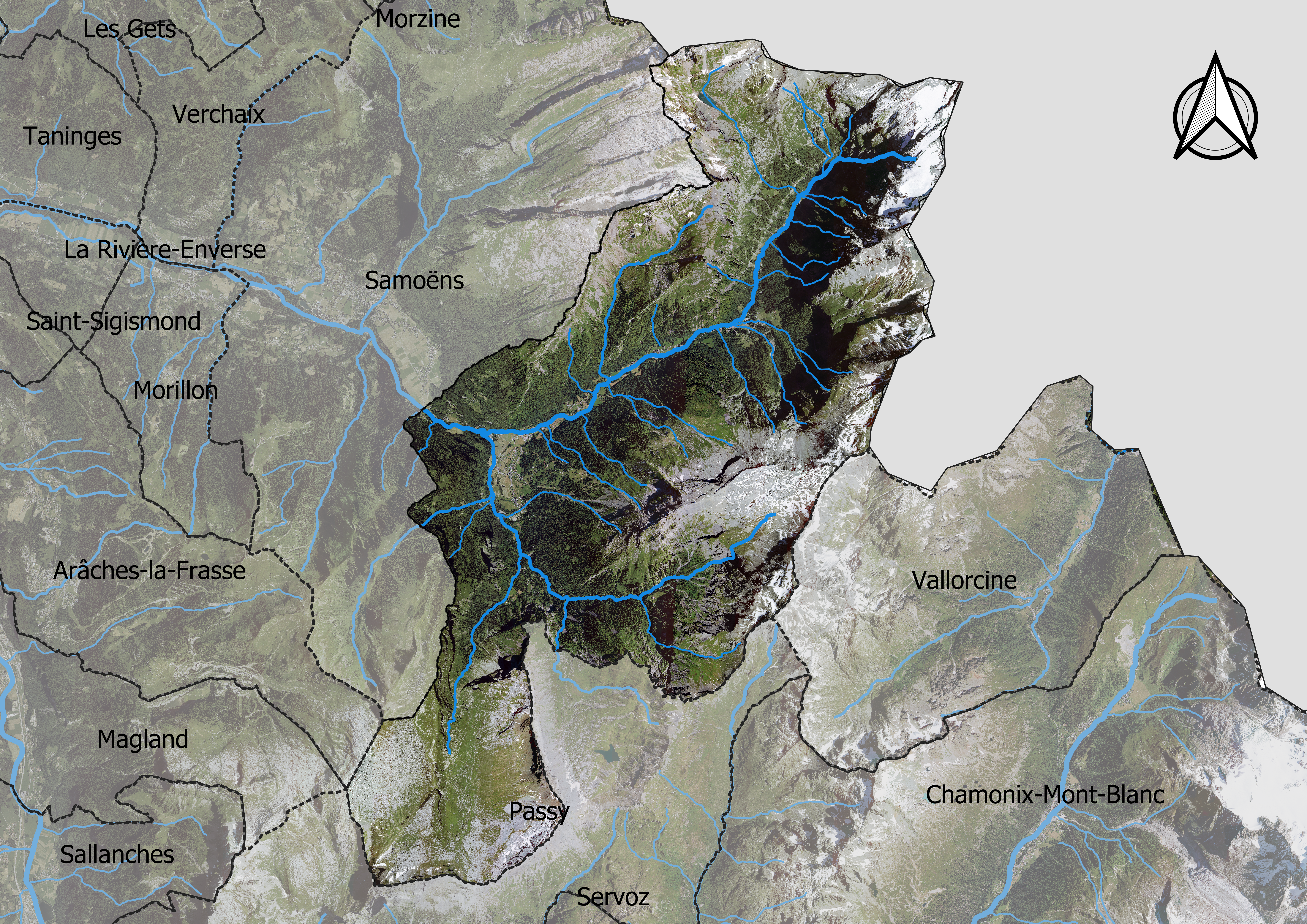
Carte orthophotogrammétrique de la commune.

## Toponymie
Le nom officiel de la commune est Sixt-Fer-à-Cheval selon le Code officiel géographique français, depuis le 15 juin 1979,, même si localement on utilise encore la forme Sixt pour désigner la commune,.
Sixt est un toponyme d'origine francoprovençal qui trouve son origine dans l'ancien français saxe qui désigne un rocher,.
Lors de la fondation de l'abbaye en 1144, la mention du lieu est Siz. On trouve la forme Syz en 1275, puis Sixt. Lors de l'occupation française du duché de Savoie, on trouve la forme Sixte en 1801.
En francoprovençal, le nom de la commune s'écrit Hi (graphie de Conflans) ou Sixt (ORB).

## Histoire
Le site accueille une abbaye en 1144,. Celle-ci est fondée par des moines de l'abbaye d'Abondance qui s'installent sur des terres concédées par le sire de Faucigny Aymon Ier. Son frère, Ponce, en est le premier abbé,. Le troisième de la fratrie, Arducius est évêque de Genève.
Au début du XIXe siècle, les habitants émigrent dans les villes ou dans les grandes villes de la France voisine, se spécialisant dans les métiers de « maçons, tailleurs de pierres ou commissionnaires ». Le village fait le commerce de « charbon, bestiaux, beurre et fromages estimés et connus sous le nom de tomme de Sixt ».
Le géographe savoyard Albanis Beaumont acquiert l'abbaye où il meurt en 1811.
Sur le mont Buet, est construit en 1910, le refuge du Grenairon. Détruit en 1984 par un incendie, il est reconstruit en 1985 à l'identique.
Au début du XXe siècle, une ligne ferroviaire reliait Sixt-Fer-à-Cheval à Annemasse.

## Politique et administration

### Situation administrative
La commune de Sixt-Fer-à-Cheval est situé dans le département de la Haute-Savoie. Elle appartient, depuis le décret du 18 février 2014, au canton de Cluses,.
Sixt-Fer-à-Cheval relève de l'arrondissement de Bonneville et de la sixième circonscription de la Haute-Savoie (créée en 2009).

### Administration municipale
Le nombre d'habitants au dernier recensement étant compris entre 500 et 1 499, le nombre de membres du conseil municipal est de 15.

### Liste des maires
| Période                                  | Période                       | Identité         | Étiquette | Qualité                                                      |
| ---------------------------------------- | ----------------------------- | ---------------- | --------- | ------------------------------------------------------------ |
| Les données manquantes sont à compléter. |                               |                  |           |                                                              |
| 1942                                     | 1960                          | François Rannaud | MRP       | Exploitant forestier, marchand de bois ; hôtelier et épicier |
| mars 2001                                | mars 2008                     | Béatrice Pin     |           |                                                              |
| mars 2008                                | 7 mai 2009                    | Pierre Moccand   |           |                                                              |
| 7 mai 2009                               | En cours (au 8 décembre 2014) | Stéphane Bouvet  | SE        | Président de la Communauté de communes                       |

## Population et société

### Démographie
Ses habitants sont appelés les Sizères et les Sizerets.

L'évolution du nombre d'habitants est connue à travers les recensements de la population effectués dans la commune depuis 1793. Pour les communes de moins de 10 000 habitants, une enquête de recensement portant sur toute la population est réalisée tous les cinq ans, les populations de référence des années intermédiaires étant quant à elles estimées par interpolation ou extrapolation. Pour la commune, le premier recensement exhaustif entrant dans le cadre du nouveau dispositif a été réalisé en 2004.

En 2022, la commune comptait 728 habitants, en évolution de −5,82 % par rapport à 2016 (Haute-Savoie : +6,01 %, France hors Mayotte : +2,11 %).
| 1793  | 1800  | 1806  | 1822  | 1838  | 1848  | 1858  | 1861  | 1866  |
| ----- | ----- | ----- | ----- | ----- | ----- | ----- | ----- | ----- |
| 1 015 | 1 174 | 1 254 | 1 481 | 1 659 | 1 644 | 1 354 | 1 478 | 1 393 |

| 1872  | 1876  | 1881  | 1886  | 1891  | 1896  | 1901  | 1906  | 1911 |
| ----- | ----- | ----- | ----- | ----- | ----- | ----- | ----- | ---- |
| 1 298 | 1 278 | 1 230 | 1 221 | 1 192 | 1 143 | 1 089 | 1 037 | 906  |

| 1921 | 1926 | 1931 | 1936 | 1946 | 1954 | 1962 | 1968 | 1975 |
| ---- | ---- | ---- | ---- | ---- | ---- | ---- | ---- | ---- |
| 777  | 756  | 715  | 671  | 621  | 626  | 605  | 619  | 626  |

| 1982 | 1990 | 1999 | 2004 | 2006 | 2009 | 2014 | 2019 | 2022 |
| ---- | ---- | ---- | ---- | ---- | ---- | ---- | ---- | ---- |
| 662  | 715  | 706  | 793  | 786  | 790  | 773  | 759  | 728  |

#### Radios et télévisions
La ville est couverte par des antennes locales de radios dont France Bleu Pays de Savoie, ODS Radio, Radio Mont-Blanc, La Radio Plus ou encore Radio Giffre… Enfin, la chaîne de télévision locale TV8 Mont-Blanc diffuse des émissions sur les pays de Savoie. Régulièrement l'émission La Place du village expose la vie locale du Faucigny. France 3 et sa station régionale France 3 Alpes, peuvent parfois relater les faits de vie de la commune.

#### Presse et magazines
La presse écrite locale est représentée par des titres comme Le Dauphiné libéré, L'Essor savoyard, Le Messager - édition Faucigny, le Courrier savoyard, ou l'édition locale Le Faucigny.

## Économie
L'économie locale est basée sur :
- l'exploitation du bois (coupes en forêts, scieries, bois de chauffage) ;
- l'artisanat (lingerie, articles en bois, petits meubles) ;
- de petites entreprises liées au bâtiment (menuiserie, charpente, plomberie, électricité, chauffage...) ;
- l'agriculture (élevage, production de fromages).
- le tourisme (station de ski, sites classés, Cirque du Fer à Cheval)

### Tourisme
En 2015, la capacité d'accueil de la station-commune, estimée par l'organisme Savoie Mont Blanc, est de 3 319 lits touristiques répartis dans 498 structures. Les hébergements se répartissent comme suit : 31 meublés ; un hôtel ; deux structures d'hôtellerie de plein air (129 emplacements) ; un centre ou village de vacances, 7 refuges ou gîtes d'étape et une chambre d'hôtes labellisées,.
Présence d'activités annexes (magasins de souvenirs, de sport, alimentation, cafés, restaurants...), gestion des refuges de montagne en été et des remontées mécaniques en hiver ;
- en été : alpinisme (guides de haute montagne), randonneurs à pied, VTT, activités sportives telles que rochers et falaises d'escalade de divers niveaux de  difficulté, via ferrata, rafting, location d'ânes, mulets et chevaux, randonnées en calèche ;
- en hiver : ski de fond, ski alpin, raquettes à neige, escalade de nombreuses cascades glacées.

## Culture locale et patrimoine

### Lieux et monuments

#### Patrimoine religieux

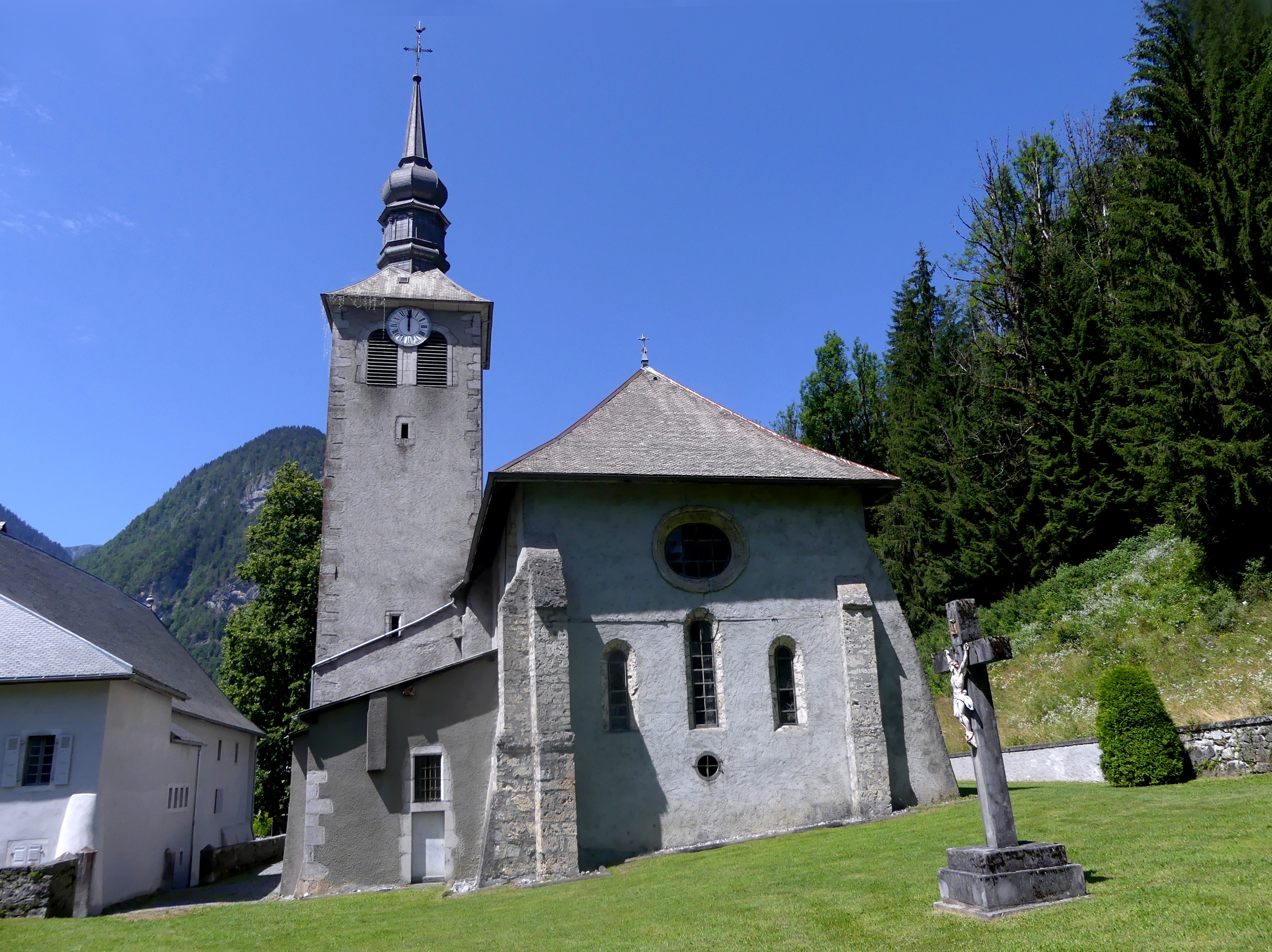
L'église Sainte-Madeleine.

L'ancienne abbaye de chanoines réguliers de Saint-Augustin fait l’objet d’une inscription au titre des monuments historiques depuis 1997.
L'oratoire de Maison-Neuve fait l’objet d’un classement au titre des monuments historiques depuis le 22 juin 1943.
- L'église Sainte-Madeleine du XIIIe siècle

Les chapelles
- la chapelle Saint-François-de-Sales, située sur l'alpage des chalets de Sales ;
- la chapelle du Fay de Sixt-Fer-à-Cheval.
- la chapelle du Mont
- la chapelle de Salmoiry
- la chapelle de Notre-Dame des Grâces
- la chapelle du Molliet
- la chapelle de Passy
- la chapelle de Salvagny
- la chapelle des Fonts

Les oratoires
- Oratoire du Bienheureux Ponce et sa fontaine miraculeuse

#### Patrimoine bâti
- Le Buet est un lieu-dit situé au sud-est de la commune, ruine d'un buet (moulin), abri pour divers rapaces.
- * Les refuges alpins de Sales et d'Anterne.

#### Patrimoine environnemental

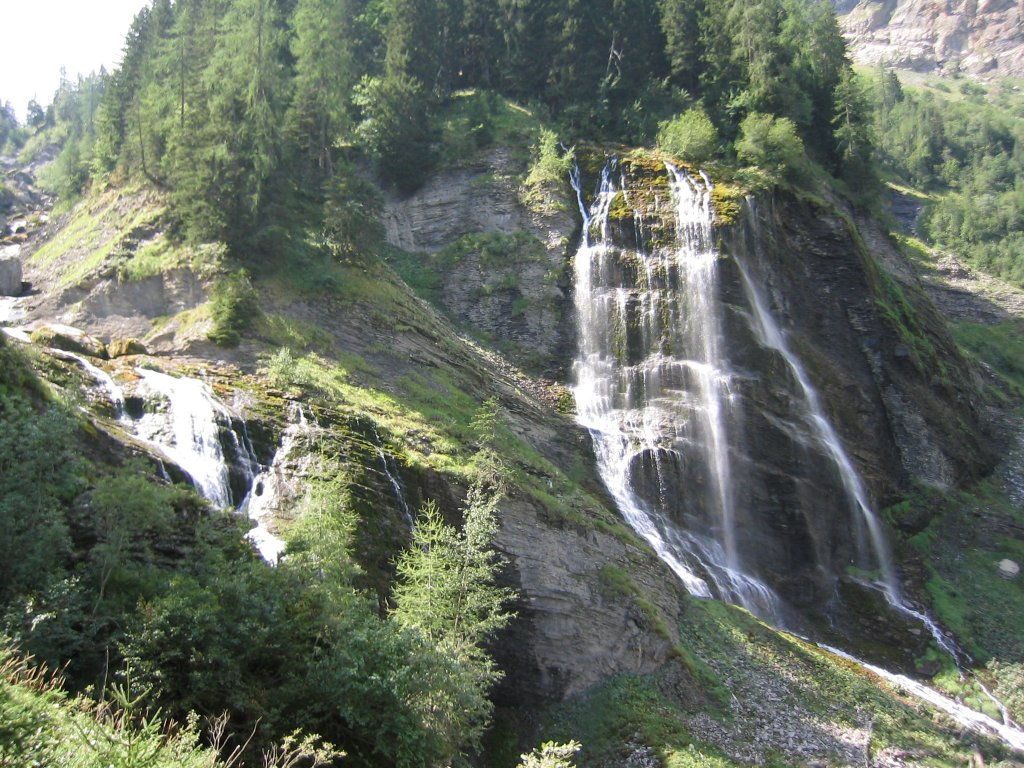
Cascade de la Pleureuse et de la Sauffaz.

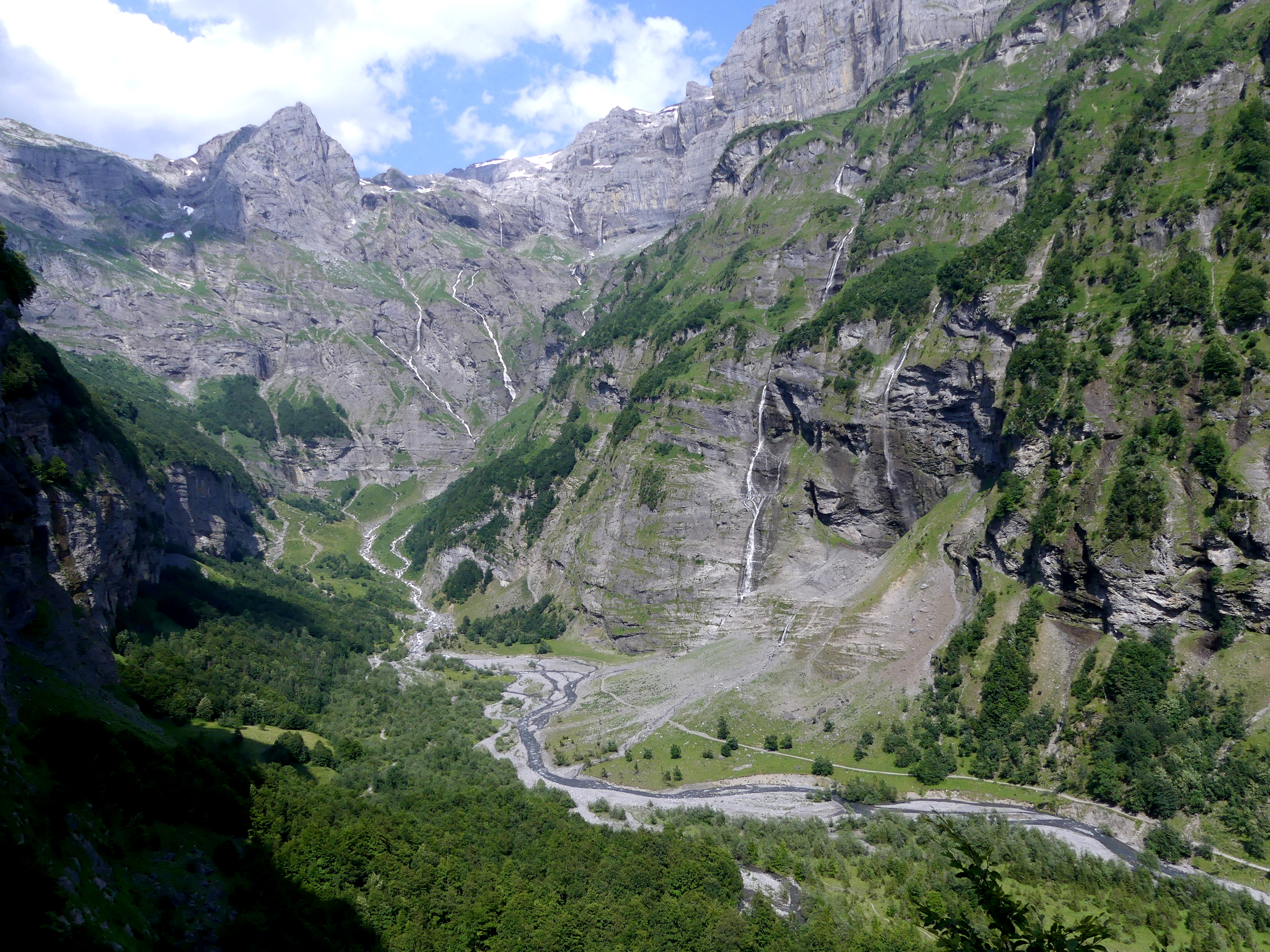
Le cirque du Bout du Monde.

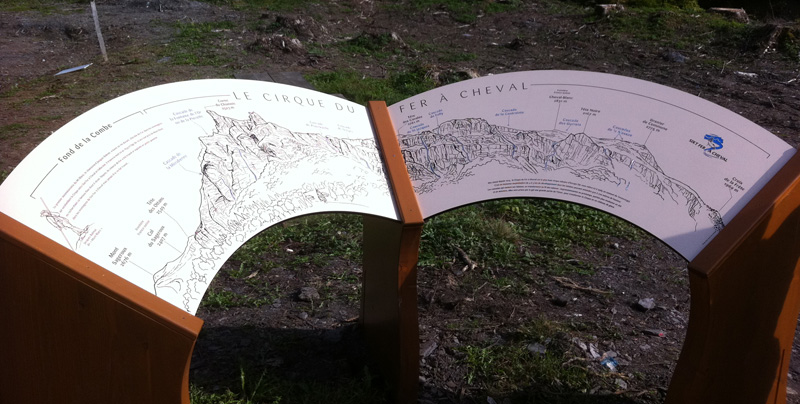
Table orientation : cirque du Fer-à-Cheval.

Le territoire de Sixt-Fer-à-Cheval est couvert par de nombreuses protections régies par les codes de l'environnement et du patrimoine :
5 sites classés : 
- Cascade du Rouget (site classé par l'arrêté du 9 mai 1914 au motif artistique)
- Les cascade de la Sauffaz, de Sales et de la Pleureuse (constituant un ensemble classé par l'arrêté du 29 décembre 1925 au motif artistique).
- Cirque du Fer-à-Cheval et le Fond de la Combe avec Le Bout du Monde (site classé par arrêté du 29 décembre 1925 au motif artistique)
- Les gorges des Tines et les anciennes gorges (site classé par arrêté du 29 décembre 1925 au motif artistique)
- Tilleul de Sixt-Fer-à-Cheval (site classé par arrêté du 22 janvier 1910 / motif artistique)

4 sites inscrits :
- Désert de Platé, col d'Anterne et haute Vallée du Giffe (arrêté du 23 septembre 1965 / 13 036 ha / motif pittoresque).
- Hameau de Passy (arrêté du 29 février 1944 / 0.95 ha).
- Montagne d'Anterne (arrêté du 2 février 1944 / 948.72 ha).
- Hameau et chapelle de Salvagny (arrêté du 20 avril 1944 / 1.16 ha).

Comprenant des sites naturels particulièrement grandioses : 
- cirque des Fonds (site inscrit)
- Lac d'Anterne, lac de la Vogealle.
- Le pic de Tenneverge.
- Le Grenier de Commune

2 sites Natura 2000 :
- Haut Giffre : directive habitat sur 12 409 ha et directive Oiseaux sur 18 090 ha.

La Réserve Naturelle Nationale de Sixt-Fer-à-Cheval/Passy :
D'une superficie de 9 445,00 hectares, elle est la plus vaste réserve naturelle de Haute-Savoie. la RN de Sixt-Fer-à-Cheval / Passy est un monde exclusivement calcaire qui présente une grande variété de formes modelées par l’érosion : fissures, lapiaz, etc. Ses 9445 ha couvrent les étages montagnard, subalpin, alpin et nival depuis les bords du Giffre à 900 m jusqu’au sommet du Buet à plus de 3000 m. La RNN est gérée par le Conservatoire des Espaces Naturelles de Haute-Savoie.

### Personnalités liées à la commune
- Ponce de Faucigny (vers 1100-vers 1170), religieux savoyard, fondateur de l'abbaye de Sixt.
- Albanis Beaumont (1753-1810), ingénieur et géographe, mort et enterré à Sixt.
- Jacques Balmat (1762-1834), chasseur de chamois, cristallier et guide qui réussit la première ascension du mont Blanc, mort à Sixt à la suite d'une chute en montagne, son corps n'a jamais été retrouvé.
- Pierre-Marie Moccand (1869-1942), dit Pierre au Merle, Bois tordu puis Monaco[27],[28], figure locale, ébéniste, collectionneur d'objets et photographe auto-éditeur de cartes postales[29], propriétaire du café-restaurant abritant une salle de musées dit Aux Merveilles de la Nature (hameau du Molliet) et du carrousel savoyard[30],[31].

### Héraldique
| Armes de Sixt-Fer-à-Cheval | Les armes de Sixt-Fer-à-Cheval se blasonnent ainsi : De gueules à la fasce ondée d'argent, accompagnée en chef d'une tête d'aigle d'or et en pointe d'une crosse du même. |